# Ljubomir Barin
Pour les articles homonymes, voir Barin.
Ljubomir Barin, né durant les années 1930 dans la région de Dalmatie et mort le 2 octobre 2017 près de Zagreb, est un agent croate de football.
Il est surnommé « l'imprésario » ou « sacoche noire ».

## Biographie
Parlant sept langues, Ljubomir Barin commence sa carrière dans le cinéma comme opérateur de films.
En 1975, il obtient sa licence européenne d'agent. Durant les années 1980, il fait venir Safet Sušić au Paris Saint-Germain, Zlatko et Zoran Vujović aux Girondins de Bordeaux. Il apparaît également dans les transferts de Jean Tigana, d'Alain Roche et de Chris Waddle à l'Olympique de Marseille. Il collabore aussi avec les clubs du Bayern Munich, VfB Stuttgart, 1. FC Cologne, le Cosmos New York, RSC Anderlecht et le Standard de Liège.
En 1995, il est arrêté et incarcéré à la maison d'arrêt de Gradignan pour « faux et usage de faux » et « complicité et recel d'abus de confiance », dans le cadre du dossier sur les comptes de l'OM.
En 1999, il est mêlé à une affaire de corruption d'arbitres avec les Girondins de Bordeaux. Il est condamné en première instance à deux ans de prison dont un an ferme, puis en appel à deux ans de prison avec sursis en 2001.
Ljubomir Barin meurt le 2 octobre 2017 dans une maison de retraite près de Zagreb, à l'âge de 85 ans.